# Oslov
Oslov (deutsch Woslau, früher Woslow) ist eine Gemeinde in Tschechien. Sie liegt zwölf Kilometer nordöstlich von Písek und gehört zum Okres Písek.

## Geographie
Oslov befindet sich im Mittelböhmischen Hügelland auf einer Hochfläche zwischen den mit dem Orlíkstausee gefluteten Tälern der Moldau und Otava. Nordwestlich des Dorfes mündet die Lomnice in die Otava, östlich der Hrejkovický potok in die Moldau. In Oslov entspringen die Bäche Trušovský potok und Strouha. Durch Oslov verläuft die Staatsstraße II/138 zwischen Zvíkovské Podhradí und Záhoří. Südlich erhebt sich die Otava (453 m).
Nachbarorte sind Strouha, Dejmov, Zvíkovské Podhradí, U Moravců und U Kloboučníků im Norden, V Dolanech, Kučeř, Květov und Vůsí im Nordosten, Zběrov, Červená 2. díl, Branice und Stehlovice im Osten, Jetětice, Jetětické Samoty, Habr, Truhlařov, Červená, Pazderna, Babák und Struhy im Südosten, Červený Újezdec und Vlastec im Süden, Tukleky, Rybárna, Pazderny, Louka und Jistec im Südwesten, Doupata, Dědovice und U Chyšáků im Westen, sowie Dolní Ostrovec, Horní Ostrovec, U Štědronských, Štědronín und Svatá Anna im Nordwesten.

## Geschichte
Die erste urkundliche Erwähnung des Dorfes erfolgte im Jahre 1226, als König Přemysl Otakar I. den Oslawer Sprengel im Austausch gegen sechs andere Dörfer vom Kloster Doksany erwarb. Kurz darauf ließ er auf dem Felssporn am Zusammenfluss von Moldau und Otava die königliche Burg Klingenberg errichten. Seit 1384 ist in Oslaw ein Pfarrer nachweislich. Nachdem im Jahre 1430 Hussiten die Burg Klingenberg belagerten, verpfändete König Sigismund die Herrschaft Klingenberg 1431 an Ulrich II. von Rosenberg, weil er befürchtete, dass sein Burggraf Kunata Kapléř recht bald zu den Aufständischen überlaufen würde. Heinrich V. von Rosenberg, der die überschuldete Herrschaft 1472 übernommen hatte, verkaufte am 28. September 1473 ein Viertel der Besitzungen des Hauses Rosenberg, darunter auch das Klingenberger Pfand, seinem Vetter Bohuslav V. von Schwanberg. Im Jahre 1574 verband Christoph von Schwanberg die Herrschaft Klingenberg mit seiner drei Jahre zuvor erworbenen Herrschaft Worlik und kaufte Klingenberg im Jahre darauf als erblichen Besitz. Nach der Schlacht am Weißen Berg wurde der Nachlass des Peter von Schwanberg konfisziert und 1622 die Eggenberger Besitzer der Herrschaft Worlik mit Klingenberg. Während des Dreißigjährigen Krieges erlosch die Pfarre in Oslaw und die Kirche wurde der Pfarrei Zahoř als Filiale zugeordnet. Nachdem 1717 die Eggenberger im Mannesstamme erloschen, erbte das Haus Schwarzenberg deren Besitzungen. 1787 erhielt die Kirche einen eigenen Lokalisten.
Im Jahre 1837 bestand Woslow, auch Wozlow bzw. Woslaw genannt, aus 36 Häusern mit 406 Einwohnern, darunter zwei Israelitenfamilien. Unter dem Patronat des Religionsfonds standen die Lokalkirche zum hl. Leonardus, das Lokalistenhaus und die Schule. Außerdem gab es einen Meierhof und eine Schäferei. Abseits lag die aus drei Häuslern bestehende Einschicht Zbirow (Zběrov). Woslow war Pfarrort für Podhrad, Roth-Augezd, St. Anna, Lauka (Louka), Tuklek (Tukleky) und Stiedronin (Štědronín). Bis zur Mitte des 19. Jahrhunderts blieb Woslow als Teil der Herrschaft Klingenberg der Fideikommissherrschaft Worlik samt den Allodialgütern Zalužan, Zbenitz und Bukowan untertänig.
Nach der Aufhebung der Patrimonialherrschaften bildete Oslav / Woslow ab 1850 einen Ortsteil der Gemeinde Podhradí in der Bezirkshauptmannschaft Písek und dem Gerichtsbezirk Mirovice. Seit 1880 führt das Dorf den Namen Oslov. Oslov und Svatá Anna lösten sich 1928 von Zvíkovské Podhradí los und bildeten eine eigene Gemeinde. Während der deutschen Besetzung war Oslov ein Zentrum des Partisanenwiderstandes. Im Sommer 1943 wurde die Gruppe von der Gestapo entdeckt und 21 Einwohner hingerichtet.
Zwischen 1956 und 1963 erfolgte der Bau der Orlík-Talsperre mit der im Moldautal Červená 1. díl und Červená 3. díl sowie im Otavatal Cukava, Mošovice, U Urycha und U Vlků überflutet wurden. Mit dem Anstieg des Wasserspiegels um 35 m verschwanden auch die berühmten Stromschnellen der Otava im Bereich der Lomnice-Mündung; vom ehemaligen Sedláček-Steig sind noch einige Teilstücke sichtbar.
Im Jahre 1964 wurde Tukleky und am 1. Jänner 1980 Zvíkovské Podhradí Oslov eingemeindet. Am 24. November 1990 löste sich Zvíkovské Podhradí wieder von Oslov los und bildete eine eigene Gemeinde.

## Gemeindegliederung
Die Gemeinde Oslov besteht aus den Ortsteilen Oslov (Woslau), Svatá Anna (St. Anna) und Tukleky (Tuklek) sowie den Einschichten Dejmov, Pazderny, Strouha, U Chyšáků und Zběrov (Zbirow).
Die früheren Ansiedlungen Červená 3. díl, Cukava (Zukawi), U Urycha und U Vlků wurden überflutet.

## Sehenswürdigkeiten

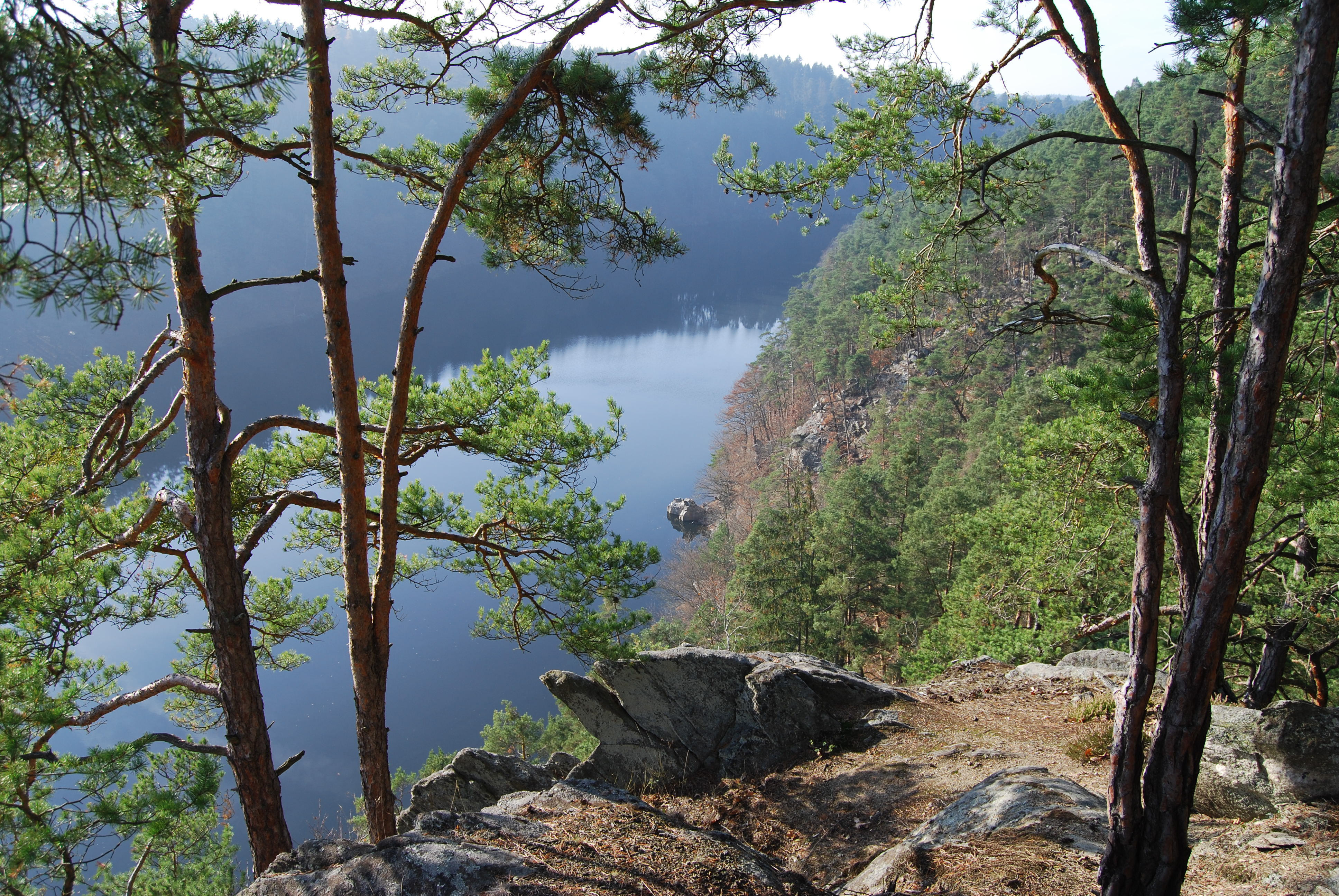
Naturreservat Výří skály

- Filialkirche des Leonhard, das gotische Bauwerk entstand im 14. Jahrhundert und wurde im 18. Jahrhundert barockisiert. In der Kirche befindet sich das Grabmal eines Fräuleins von Schwanberg († 1604).
- Bildstock am nördlichen Ortsausgang von Oslov, er stammt aus dem 17. Jahrhundert und wurde 1996 um neue Meter nach Westen versetzt
- Gedenkstein für die Opfer des Zweiten Weltkrieges, vor dem Friedhof, geschaffen 1947
- Denkmal für die Gefallenen des Ersten Weltkrieges, gegenüber der Kirche
- Kapelle der hl. Anna in Svatá Anna, erbaut 1545–1548
- Ortskern von Tukleky, er wurde wegen seines Ensembles von Gehöften in Volksbauweise zur dörflichen Denkmalschutzzone erklärt
- Kapelle der hl. Dreifaltigkeit in Tukleky, errichtet in der zweiten Hälfte des 19. Jahrhunderts
- Naturreservat Výří skály, Felshang an einem Flussknie der Otava, südwestlich von Oslov. An gegenüberliegenden Gleithang liegt das Naturreservat Dědovické stráně
- Naturreservat Krkavčina, Felshang an einem Flussknie der Otava, westlich von Oslov
- Eisenbahnbrücke über die Moldau bei Červená, der 253 m lange Bau auf zwei steinernen Pfeilern von 68 m Höhe entstand zwischen 1886 und 1889. Sie war die erste Eisenbahnbrücke in Böhmen, die ohne Gerüst in fliegender Montage errichtet wurde.

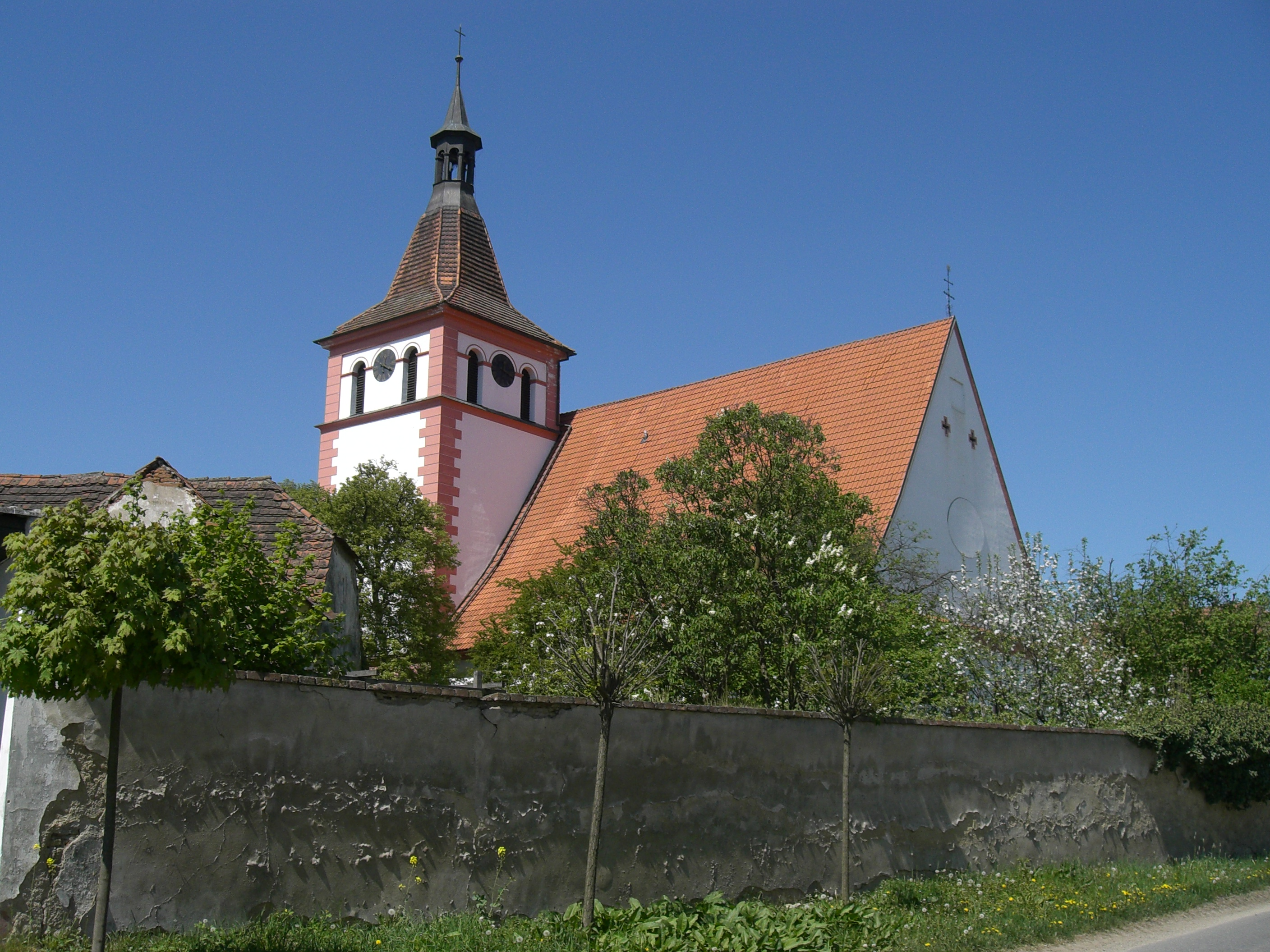
Kirche des hl. Leonhard in Oslov
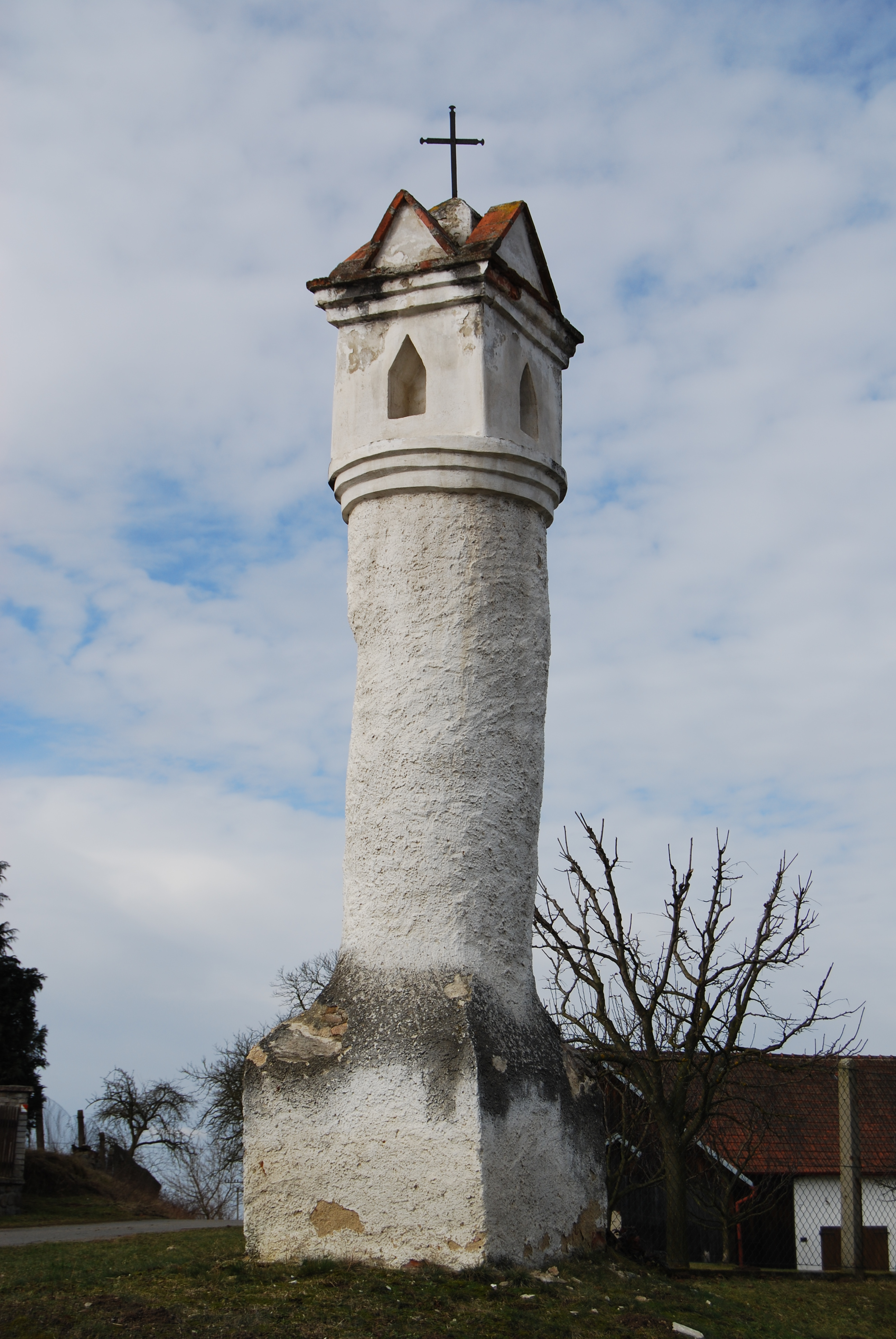
Bildstock in Oslov
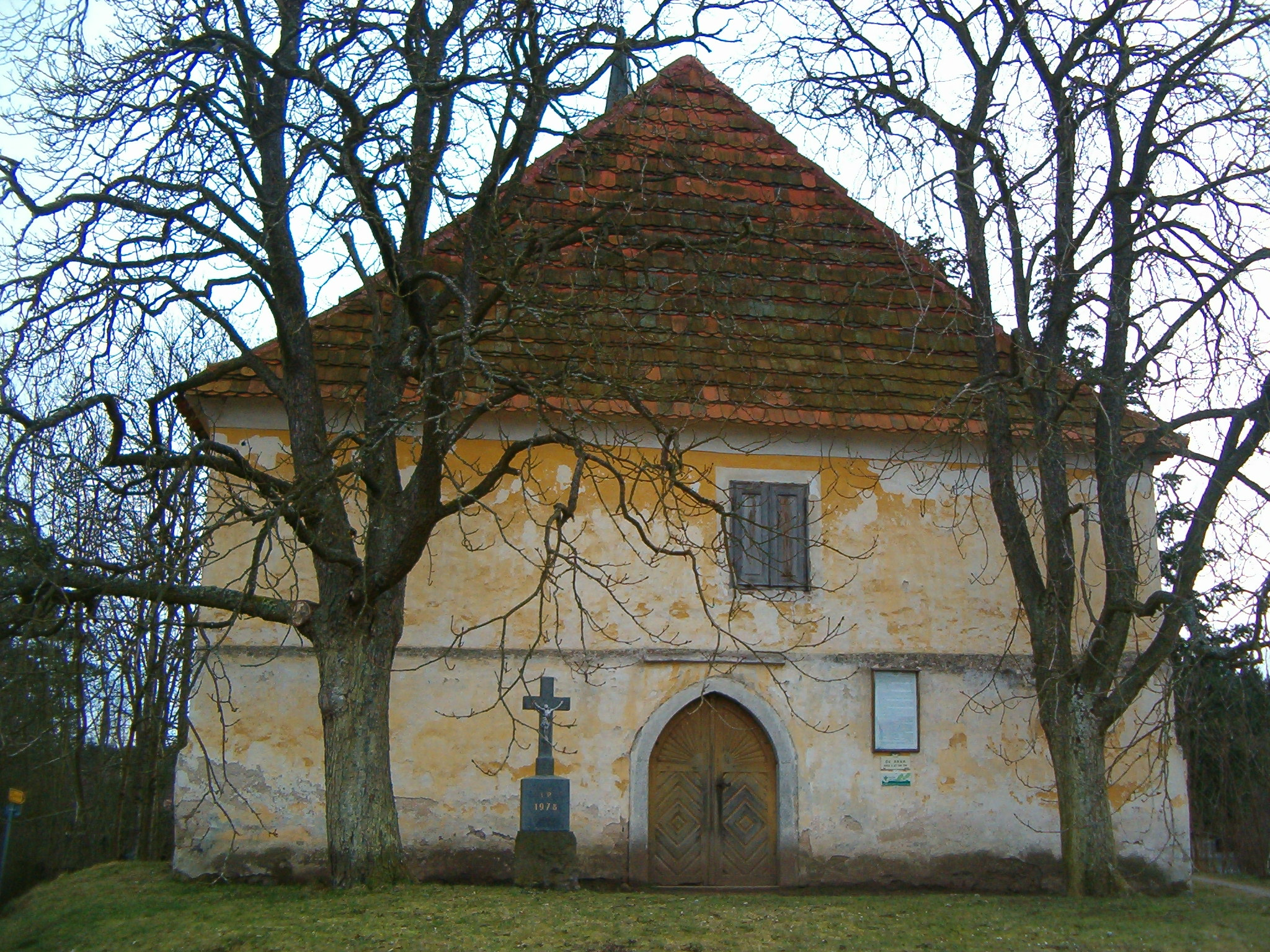
Kapelle der hl. Anna in Svatá Anna

## Söhne und Töchter der Gemeinde
- Martin Josef Říha (1839–1907), Bischof von Budweis